# Sainte-Eulalie-d’Olt
Sainte-Eulalie-d’Olt település Franciaországban, Aveyron megyében. Lakosainak száma 371 fő (2022. január 1.). Sainte-Eulalie-d’Olt Castelnau-de-Mandailles, Palmas-d'Aveyron, Lassouts, Pierrefiche, Prades-d’Aubrac és Saint-Geniez-d'Olt-et-d'Aubrac községekkel határos.

## Népesség
A település népessége az elmúlt években az alábbi módon változott:
| Lakosok száma | 414  | 359  | 310  | 329  | 371  | 378  | 374  | 376  | 377  | 371  |
|               | 1968 | 1982 | 1990 | 2006 | 2013 | 2015 | 2017 | 2019 | 2020 | 2022 |